# Jan Provazník
Jan Provazník (29. září 1901 Židenice – 13. března 1978 Ostrava) byl český malíř, ilustrátor a scénograf.

## Život
Ilustroval knihy pro děti, např. Svět kouzel a divů (1944), Perly pohádek Boženy Němcové (1947), Malý Bobeš (1950), Gabra a Málinka (1970), Mlsný hastrman (1970). Věnoval se scénografii (spolupracoval s divadly v Ostravě, Opavě a Českém Těšíně). Při výzdobě fasád využíval techniky mozaiky, fresky a sgrafita.
Jeho práce jsou ve sbírkách Galerie výtvarného umění v Ostravě, Slezské zemské muzeum Opava, Muzeum města Brna, Národní galerie v Praze.